# Cap of Maintenance

Rappresentazione araldica del Cap of Maintenance. Si indossa con la coda rivolta all'indietro ed è raffigurato in araldica con la coda rivolta verso il sinistro (destra dell'osservatore).

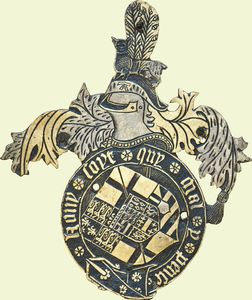
Posizione del Cap of Maintenance all'interno di un'impresa araldica, vale a dire in cima all'elmo e sotto al cimiero. Prende quindi il posto del cercine. Piastra della giarrettiera di Arturo Plantageneto, 1° Visconte di Lisle.

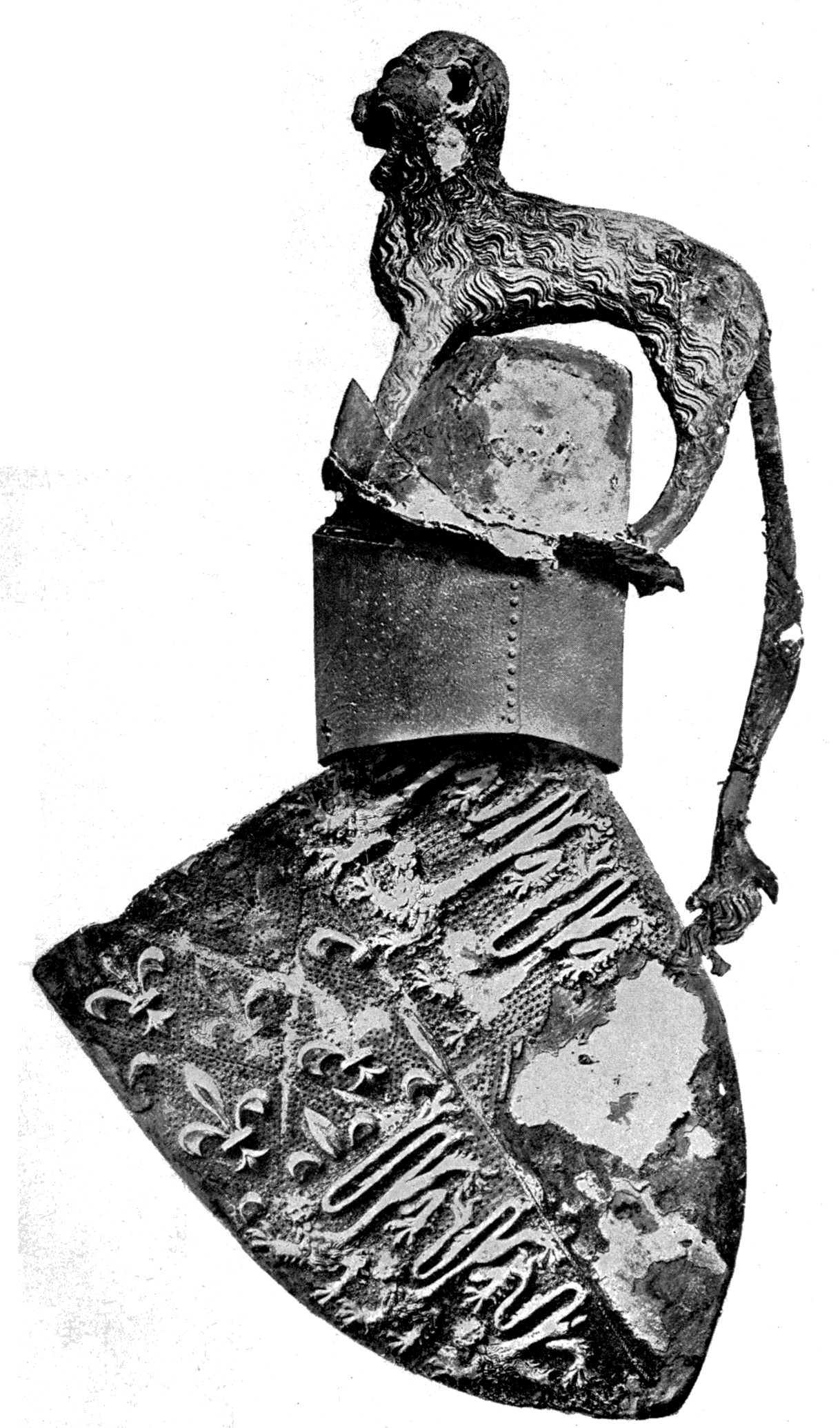
Scudo, elmo e cimiero di Edoardo, il Principe Nero, dalla sua tomba nella cattedrale di Canterbury. Tra il cimiero del leone e l'elmo c'è un Cap of Maintenance, ora quasi completamente decaduto.

Tipico dell'araldica britannica, un Cap of Maintenance, noto nel linguaggio araldico come chapeau gules turned up ermine, è un berretto cerimoniale di velluto cremisi foderato di ermellino, che viene indossato o portato da certe persone come segno di nobiltà o di onore speciale. Viene indossato con la parte alta in avanti e la coda affusolata dietro. Può sostituire il cercine (un rotolo di tessuto attorcigliato) nell'impresa araldica di una persona di speciale onore a cui è stato concesso il privilegio dal monarca. Appare quindi in tali casi in cima all'elmo e sotto il cimiero. Tuttavia, non è presente nell'attuale stemma reale del Regno Unito, che mostra la cresta reale sulla corona reale, essa stessa sull'elmo reale.

## Origini
L'origine di questo simbolo di dignità è oscura. Si potrebbe ipotizzare che l'origine sia legata al verbo francese antico maintenir, "tenere" o "tenere". Lo scopo del berretto era di tenere una corona o una coroncina ben salda (e comoda) sulla testa, quindi la sua funzione era semplicemente quella di "mantenere" la coroncina in posizione. La concessione del berretto come onore potrebbe riferirsi specificamente al velluto rosso e/o alla guarnizione in ermellino, distinti da un design più semplice del berretto.

## Insegne reali

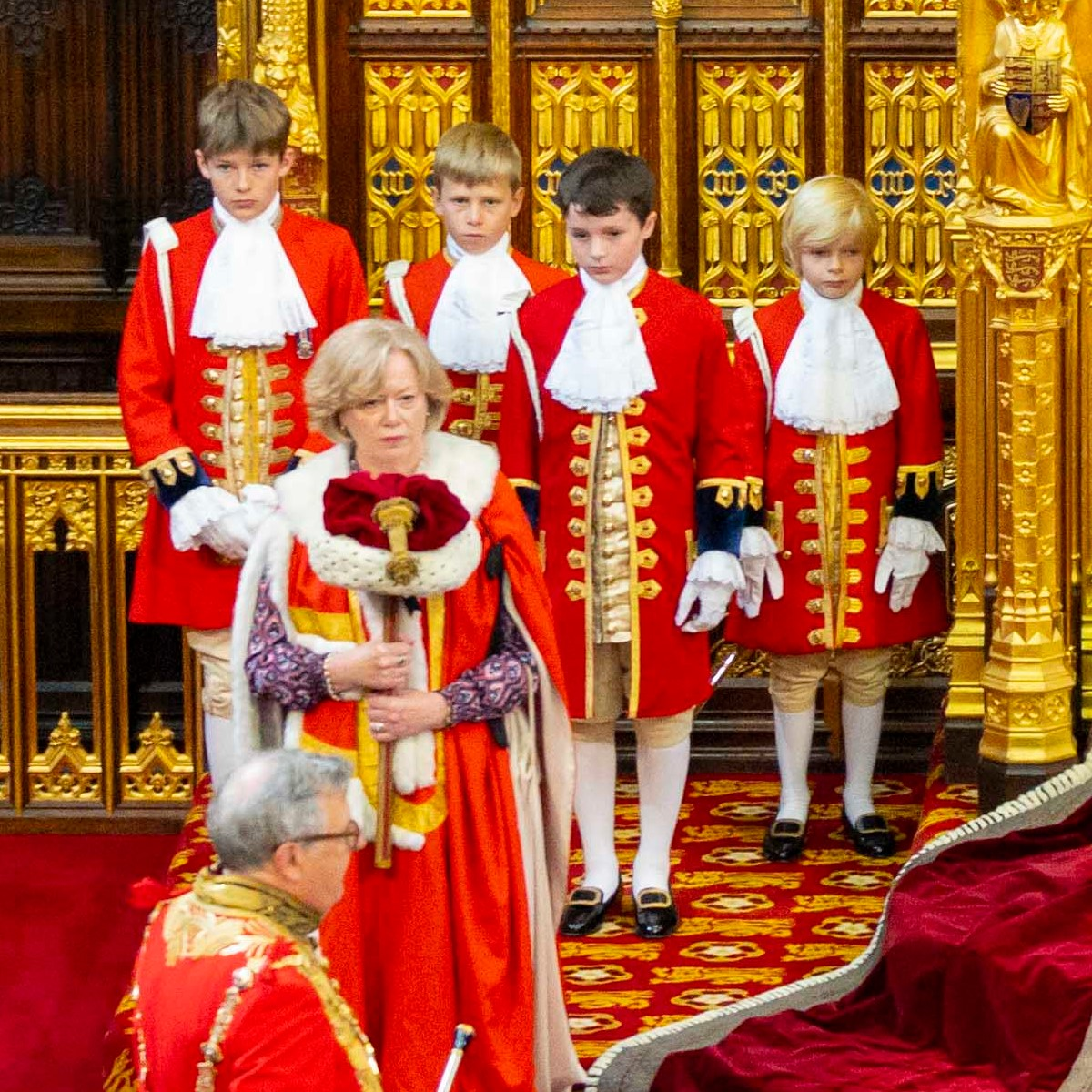
Lady Smith con il Cap of Maintenance nel 2024.

Secondo l'Oxford English Dictionary, un Cap of Maintenance fu concesso dal papa ai re inglesi Enrico VII e a suo figlio, il re Enrico VIII, come segno di speciale privilegio. Un Cap of Maintenance è una delle insegne del sovrano britannico e viene portato direttamente di fronte al monarca durante l'apertura di Stato del Parlamento. Nei tempi moderni, questo dovere è solitamente svolto dal Leader della Camera dei Lord.
I re del Regno Unito erano soliti indossare un Cap of Maintenance alla loro incoronazione, prima dell'unzione, come si è visto più di recente all'incoronazione di re Giorgio VI: veniva indossato per il viaggio all'abbazia di Westminster, per la processione all'interno dell'abbazia e poi quando si sedeva sulla Chair of Estate durante la prima parte del servizio di incoronazione. Le regine regnanti non li indossano in tali occasioni, ma indossano invece un diadema, come nel caso della regina Elisabetta II che indossava il diadema di stato di Giorgio IV prima della sua incoronazione.
Re Carlo III non indossò il Cap of Maintenance per la sua incoronazione nel 2023; viaggiò a capo scoperto nella sua carrozza fino all'abbazia di Westminster e rimase a capo scoperto fino a quando non fu incoronato. Il Cap of Maintenance fu portato dalla baronessa Amos durante la processione. La corona, il Cap of Maintenance e la Spada di Stato vengono portati sotto scorta alla Galleria reale per l'apertura di Stato del Parlamento dal re.

## Fodera della corona del pari
In termini più generali, il rivestimento in velluto e ermellino di una corona (o della coroncina di un pari) è a volte chiamato "Cap of Maintenance", ed è tecnicamente un elemento separato dalla corona stessa. Potrebbe aver avuto un'origine puramente pratica, essendo utilizzato per aiutare una corona ad adattarsi più saldamente o per proteggere la testa dal metallo nudo sulla corona. Poiché le coroncine dei pari sono esposte affronté, o rivolte in avanti, le uniche parti visibili sono la parte anteriore del bordo in ermellino e la parte superiore in velluto (con una nappa dorata): le code di ermellino sarebbero invisibili.

## Confusione con il "Cap of Moscovia"
Diverse città e paesi inglesi fanno riferimento all'uso di un "Cap of Maintenance" indossato da un ufficiale cerimoniale, solitamente un portatore di spada. Questi si basano più spesso su un modello indossato dal portatore di spada del Lord Mayor della città di Londra. Tuttavia, questo articolo è chiamato dalle autorità della City di Londra "Cap of Moscovia" ed è un riferimento storico al commercio medievale con il Baltico. Nel XVII e XVIII secolo, un Cap of Moscovia era talvolta raffigurato sopra lo stemma della città di Londra, al posto del più convenzionale elmo e cresta di un'ala di drago carica di una croce rossa.
La confusione sulla nomenclatura deriva dai riferimenti nei primi statuti dei borghi che concedono il diritto all'uso di una spada cerimoniale, spesso menzionata in aggiunta al diritto a un Cap of Maintenance. Tuttavia, questo intendeva significare che nelle processioni civiche un Cap of Maintenance doveva essere portato insieme alla spada (e alla mazza), a significare che il sindaco era il rappresentante del sovrano. La forma corretta di utilizzo può essere vista all'apertura di Stato del Parlamento, dove viene portato insieme alla Spada di Stato di fronte al monarca. Sarebbe del tutto improprio per un cittadino comune indossarlo.

## Varianti
In molte città inglesi dove il privilegio di una spada era concesso dalla Corona (ad esempio York, Bristol, Coventry, Lincoln, Newcastle upon Tyne, Norwich, Worcester, Hereford, Exeter e Hull) il portatore di spada indossa una variante del Cap of Moscovia della città di Londra, sebbene alcuni indossino altri tipi di copricapo eccentrico che erroneamente chiamano anche "Cap of Maintenance". Tuttavia, la "concessione" è una concessione di armi e un incarico araldico piuttosto che un oggetto reale.

## Utilizzo della città di York

Stemma della città di York, con un quasi Cap of Maintenance invertito rispetto al consueto orientamento araldico.

La città di York sostiene di possedere un Cap of Maintenance medievale originale, conservato ed esposto nella Mansion House; qualunque sia la sua origine, si tratta, in effetti, di uno stile di berretto "alla feluca" o "alla Robin Hood" con guarnizioni di ermellino che formano una visiera divisa sul retro ed è stato copiato da un disegno araldico e non da un autentico Cap of Maintenance. Berretti di questo stile sono ancora indossati dagli York Swordbearers.
La città di York rivendica la concessione di un Cap of Maintenance dal re yorkista Riccardo III (1483-1485) e lo incorpora nel suo stemma come una quasi-cresta ma lo inverte in modo che la coda o la cima siano rivolte verso Dexter (sinistra dell'osservatore), aggravando ulteriormente la confusione.